# 도련포
광포(廣浦)  또는 도련포는 함경남도 함주군 연포면에 있는 나루이다. 예전에는 도련포라고 불렸었다. 광포호수의 함주군 측에 위치한다.

## 같이 보기
- 광포